# Kothurner

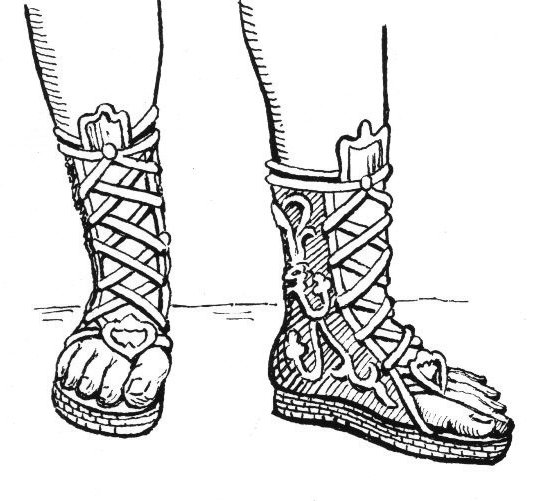
Kothurner

Kothurner (av grekiskans kothornos) var i det antika Grekland en hög, upp till mitten av benet nående stövel med tjock sula. Koturner användes särskilt av tragiska skådespelare och fick därför ofta symbolisera tragedin själv.